# Pregadura (xadrez)
|   | a | b | c | d | e | f | g | h |   |
| 8 | b8 preto torre · c8 preto rei · e6 preto cavalo · f5 branco bispo · b4 branco cavalo · b1 branco rainha · d1 branco rei | b8 preto torre · c8 preto rei · e6 preto cavalo · f5 branco bispo · b4 branco cavalo · b1 branco rainha · d1 branco rei | b8 preto torre · c8 preto rei · e6 preto cavalo · f5 branco bispo · b4 branco cavalo · b1 branco rainha · d1 branco rei | b8 preto torre · c8 preto rei · e6 preto cavalo · f5 branco bispo · b4 branco cavalo · b1 branco rainha · d1 branco rei | b8 preto torre · c8 preto rei · e6 preto cavalo · f5 branco bispo · b4 branco cavalo · b1 branco rainha · d1 branco rei | b8 preto torre · c8 preto rei · e6 preto cavalo · f5 branco bispo · b4 branco cavalo · b1 branco rainha · d1 branco rei | b8 preto torre · c8 preto rei · e6 preto cavalo · f5 branco bispo · b4 branco cavalo · b1 branco rainha · d1 branco rei | b8 preto torre · c8 preto rei · e6 preto cavalo · f5 branco bispo · b4 branco cavalo · b1 branco rainha · d1 branco rei | 8 |
| 7 | b8 preto torre · c8 preto rei · e6 preto cavalo · f5 branco bispo · b4 branco cavalo · b1 branco rainha · d1 branco rei | b8 preto torre · c8 preto rei · e6 preto cavalo · f5 branco bispo · b4 branco cavalo · b1 branco rainha · d1 branco rei | b8 preto torre · c8 preto rei · e6 preto cavalo · f5 branco bispo · b4 branco cavalo · b1 branco rainha · d1 branco rei | b8 preto torre · c8 preto rei · e6 preto cavalo · f5 branco bispo · b4 branco cavalo · b1 branco rainha · d1 branco rei | b8 preto torre · c8 preto rei · e6 preto cavalo · f5 branco bispo · b4 branco cavalo · b1 branco rainha · d1 branco rei | b8 preto torre · c8 preto rei · e6 preto cavalo · f5 branco bispo · b4 branco cavalo · b1 branco rainha · d1 branco rei | b8 preto torre · c8 preto rei · e6 preto cavalo · f5 branco bispo · b4 branco cavalo · b1 branco rainha · d1 branco rei | b8 preto torre · c8 preto rei · e6 preto cavalo · f5 branco bispo · b4 branco cavalo · b1 branco rainha · d1 branco rei | 7 |
| 6 | b8 preto torre · c8 preto rei · e6 preto cavalo · f5 branco bispo · b4 branco cavalo · b1 branco rainha · d1 branco rei | b8 preto torre · c8 preto rei · e6 preto cavalo · f5 branco bispo · b4 branco cavalo · b1 branco rainha · d1 branco rei | b8 preto torre · c8 preto rei · e6 preto cavalo · f5 branco bispo · b4 branco cavalo · b1 branco rainha · d1 branco rei | b8 preto torre · c8 preto rei · e6 preto cavalo · f5 branco bispo · b4 branco cavalo · b1 branco rainha · d1 branco rei | b8 preto torre · c8 preto rei · e6 preto cavalo · f5 branco bispo · b4 branco cavalo · b1 branco rainha · d1 branco rei | b8 preto torre · c8 preto rei · e6 preto cavalo · f5 branco bispo · b4 branco cavalo · b1 branco rainha · d1 branco rei | b8 preto torre · c8 preto rei · e6 preto cavalo · f5 branco bispo · b4 branco cavalo · b1 branco rainha · d1 branco rei | b8 preto torre · c8 preto rei · e6 preto cavalo · f5 branco bispo · b4 branco cavalo · b1 branco rainha · d1 branco rei | 6 |
| 5 | b8 preto torre · c8 preto rei · e6 preto cavalo · f5 branco bispo · b4 branco cavalo · b1 branco rainha · d1 branco rei | b8 preto torre · c8 preto rei · e6 preto cavalo · f5 branco bispo · b4 branco cavalo · b1 branco rainha · d1 branco rei | b8 preto torre · c8 preto rei · e6 preto cavalo · f5 branco bispo · b4 branco cavalo · b1 branco rainha · d1 branco rei | b8 preto torre · c8 preto rei · e6 preto cavalo · f5 branco bispo · b4 branco cavalo · b1 branco rainha · d1 branco rei | b8 preto torre · c8 preto rei · e6 preto cavalo · f5 branco bispo · b4 branco cavalo · b1 branco rainha · d1 branco rei | b8 preto torre · c8 preto rei · e6 preto cavalo · f5 branco bispo · b4 branco cavalo · b1 branco rainha · d1 branco rei | b8 preto torre · c8 preto rei · e6 preto cavalo · f5 branco bispo · b4 branco cavalo · b1 branco rainha · d1 branco rei | b8 preto torre · c8 preto rei · e6 preto cavalo · f5 branco bispo · b4 branco cavalo · b1 branco rainha · d1 branco rei | 5 |
| 4 | b8 preto torre · c8 preto rei · e6 preto cavalo · f5 branco bispo · b4 branco cavalo · b1 branco rainha · d1 branco rei | b8 preto torre · c8 preto rei · e6 preto cavalo · f5 branco bispo · b4 branco cavalo · b1 branco rainha · d1 branco rei | b8 preto torre · c8 preto rei · e6 preto cavalo · f5 branco bispo · b4 branco cavalo · b1 branco rainha · d1 branco rei | b8 preto torre · c8 preto rei · e6 preto cavalo · f5 branco bispo · b4 branco cavalo · b1 branco rainha · d1 branco rei | b8 preto torre · c8 preto rei · e6 preto cavalo · f5 branco bispo · b4 branco cavalo · b1 branco rainha · d1 branco rei | b8 preto torre · c8 preto rei · e6 preto cavalo · f5 branco bispo · b4 branco cavalo · b1 branco rainha · d1 branco rei | b8 preto torre · c8 preto rei · e6 preto cavalo · f5 branco bispo · b4 branco cavalo · b1 branco rainha · d1 branco rei | b8 preto torre · c8 preto rei · e6 preto cavalo · f5 branco bispo · b4 branco cavalo · b1 branco rainha · d1 branco rei | 4 |
| 3 | b8 preto torre · c8 preto rei · e6 preto cavalo · f5 branco bispo · b4 branco cavalo · b1 branco rainha · d1 branco rei | b8 preto torre · c8 preto rei · e6 preto cavalo · f5 branco bispo · b4 branco cavalo · b1 branco rainha · d1 branco rei | b8 preto torre · c8 preto rei · e6 preto cavalo · f5 branco bispo · b4 branco cavalo · b1 branco rainha · d1 branco rei | b8 preto torre · c8 preto rei · e6 preto cavalo · f5 branco bispo · b4 branco cavalo · b1 branco rainha · d1 branco rei | b8 preto torre · c8 preto rei · e6 preto cavalo · f5 branco bispo · b4 branco cavalo · b1 branco rainha · d1 branco rei | b8 preto torre · c8 preto rei · e6 preto cavalo · f5 branco bispo · b4 branco cavalo · b1 branco rainha · d1 branco rei | b8 preto torre · c8 preto rei · e6 preto cavalo · f5 branco bispo · b4 branco cavalo · b1 branco rainha · d1 branco rei | b8 preto torre · c8 preto rei · e6 preto cavalo · f5 branco bispo · b4 branco cavalo · b1 branco rainha · d1 branco rei | 3 |
| 2 | b8 preto torre · c8 preto rei · e6 preto cavalo · f5 branco bispo · b4 branco cavalo · b1 branco rainha · d1 branco rei | b8 preto torre · c8 preto rei · e6 preto cavalo · f5 branco bispo · b4 branco cavalo · b1 branco rainha · d1 branco rei | b8 preto torre · c8 preto rei · e6 preto cavalo · f5 branco bispo · b4 branco cavalo · b1 branco rainha · d1 branco rei | b8 preto torre · c8 preto rei · e6 preto cavalo · f5 branco bispo · b4 branco cavalo · b1 branco rainha · d1 branco rei | b8 preto torre · c8 preto rei · e6 preto cavalo · f5 branco bispo · b4 branco cavalo · b1 branco rainha · d1 branco rei | b8 preto torre · c8 preto rei · e6 preto cavalo · f5 branco bispo · b4 branco cavalo · b1 branco rainha · d1 branco rei | b8 preto torre · c8 preto rei · e6 preto cavalo · f5 branco bispo · b4 branco cavalo · b1 branco rainha · d1 branco rei | b8 preto torre · c8 preto rei · e6 preto cavalo · f5 branco bispo · b4 branco cavalo · b1 branco rainha · d1 branco rei | 2 |
| 1 | b8 preto torre · c8 preto rei · e6 preto cavalo · f5 branco bispo · b4 branco cavalo · b1 branco rainha · d1 branco rei | b8 preto torre · c8 preto rei · e6 preto cavalo · f5 branco bispo · b4 branco cavalo · b1 branco rainha · d1 branco rei | b8 preto torre · c8 preto rei · e6 preto cavalo · f5 branco bispo · b4 branco cavalo · b1 branco rainha · d1 branco rei | b8 preto torre · c8 preto rei · e6 preto cavalo · f5 branco bispo · b4 branco cavalo · b1 branco rainha · d1 branco rei | b8 preto torre · c8 preto rei · e6 preto cavalo · f5 branco bispo · b4 branco cavalo · b1 branco rainha · d1 branco rei | b8 preto torre · c8 preto rei · e6 preto cavalo · f5 branco bispo · b4 branco cavalo · b1 branco rainha · d1 branco rei | b8 preto torre · c8 preto rei · e6 preto cavalo · f5 branco bispo · b4 branco cavalo · b1 branco rainha · d1 branco rei | b8 preto torre · c8 preto rei · e6 preto cavalo · f5 branco bispo · b4 branco cavalo · b1 branco rainha · d1 branco rei | 1 |
|   | a | b | c | d | e | f | g | h |   |

Pregadura ou cravadura (também conhecida coloquialmente como prego ou cravada), no enxadrismo, é uma expressão que indica uma dada posição no tabuleiro na qual uma peça não pode ser movida, uma vez que expõe outra de maior valor à captura ou o Rei ao xeque descoberto.

## Características
As peças cravadas ou pregadas bloqueiam o xeque ou que outra peça de maior valor seja atacada. Por exemplo, no diagrama à direita o bispo em f5 prega o cavalo em e6. Caso o cavalo se mova, colocará o Rei em xeque, o que é proibido pelas regras do xadrez. No mesmo diagrama, o cavalo em b4 também está pregado, uma vez que bloqueia o ataque da torre em b8 na dama em b1. Neste caso o cavalo pode ser movido, pois não ameaça o Rei branco, mas a jogada não é considerada inteligente uma vez que provavelmente causará a perda de uma peça valiosa, no caso a dama.
Os peões não são capazes de pregar peça alguma devido ao seu ataque de curtíssima distância, assim como os cavalos que têm o movimento característico que o permite pular as peças a uma curta distância.
O rei obviamente nunca poderá ser pregado e tampouco pregar devido ao seu valor inestimável.